# Jules Doinel

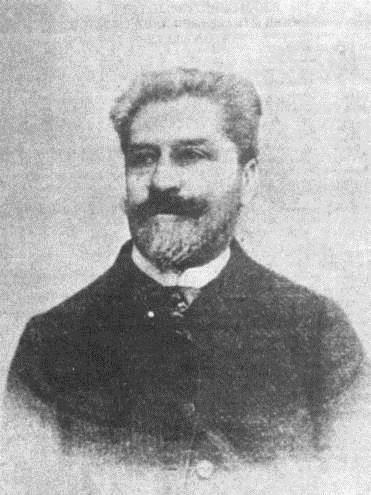
Jules Doinel, zirka 1890.

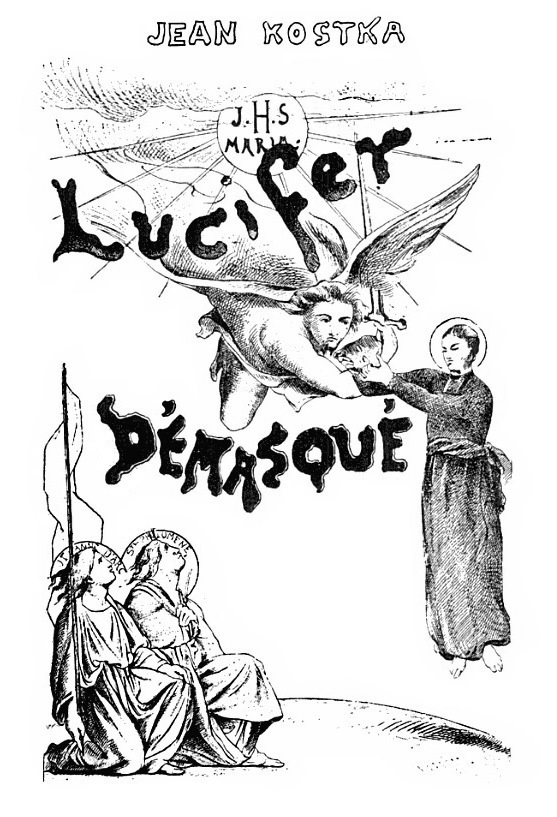
Frontispiz von Doinels Lucifer démasqué, Paris, 1895.

Jules-Benoît Stanislas Doinel du Val-Michel (8. Dezember 1842 in Moulins, Allier – 16. oder 17. März 1902 in Carcassonne), kurz  Jules Doinel, war ein französischer Archivar, Spiritist und Gründer der Église gnostique de France, der ersten gnostischen Kirche der Neuzeit. Die Kirchengründung sei ihm von dem Katharerbischof Guilhabert de Castres (ca. 1165–1240) während einer spiritistischen Geisterbeschwörung befohlen worden. Er verstand sich daraufhin als direkter Nachfolger und letzter Hüter und Erbe des „wahren“ Wissens – nämlich der Gnosis – der vor 700 Jahren erloschenen Katharer-Kirche und gerierte sich als Patriarch.

## Leben
Jules Doinel wurde 1842 geboren. Er wurde an der École nationale des chartes zum Archivar ausgebildet. Nach einer Phase gegen Ende des 19. Jahrhunderts, in der er sich intensiv dem Katholizismus zuwandte, schloss er sich den Freimaurern an. Er arbeitete in der Loge Grand Orient de France als Bibliothekar und Archivar. Schließlich konvertierte er wieder zum Katholizismus und veröffentlichte unter dem Pseudonym Jean Kotska das gegen seine ehemaligen Logenbrüder gerichtete Pamphlet Lucifer démasqué. In dem Buch prangerte er die angeblichen Schändlichkeiten der Freimaurer an. Während seines Pariser Aufenthaltes schloss er sich esoterischen Kreisen an, zum Beispiel den Theosophen und Spiritisten der von Helena Blavatsky begründeten Richtung. Zuweilen trat er auch unter den Pseudonymen Nova-lis, Kostka de Borgia, Jules-Stanislas Doinel, Jules-Stany Doinel, Jules Doinel Du Val-Michel in Erscheinung.
Während einer der spiritistischen Sitzungen wurden die Geister von katharischen Bischöfen herbeizitiert. Dabei soll Doinel  der wahrscheinlich bekannteste Katharer-Bischof, Guilhabert de Castres, erschienen sein, der Doinel den Auftrag erteilt haben soll, umgehend eine gnostische Kirche zu gründen. Dieser Aufforderung kam Doinel zeitnah nach. Dazu ließ er sich von einem Bischof der Utrechter Union der Altkatholischen Kirchen eine apostolische Weihe erteilen. Daraufhin ernannte sich Doinel zum ersten Patriarchen seiner Kirche und gab sich den Namen Valentinus II (in Anlehnung an einen der größten spätantiken Gnostiker). Per spiritistischem Geistübertrag stellte Doinel seine gnostische Kirche als direkte Nachfolgerin der katharischen ecclesia Dei dar.
Als sich Doinel für kurze Zeit erneut dem Katholizismus zuwandte, spaltete sich die von ihm begründete Bewegung in die Katholische Gnostische Kirche (Ecclesia Gnostica Catholica) und die Moderne Gnostische Kirche. Für Doinel waren die Katharer die „wahren“ Christen, die verfolgt worden seien, weil sie das „wahre“ Wissen der Gnosis gehütet hätten. Doinel starb 1902 in Carcassonne, ob als Katholik oder Neu-Katharer, ist nicht bekannt.

## Veröffentlichungen (Auswahl)
- Histoire de Blanche de Castille (1870)
- Discours sur l'histoire de la Franc-Maçonnerie orléanaise (1887)
- Jeanne d'Arc telle qu'elle est (1892)
- Lucifer démasqué (1895) (online).
- Hymnarium gnosticum oratorii Electensis et Mirapiscencis dioceseos, editum jusu („sic“) illustrissimi et honoratissimi D. D., episcopi (1901)
- Première Homélie. Sur la Sainte Gnose (1890).
- Études gnostiques (février 1890-mars 1893) : „La Gnose et l'Inquisition“, Revue L'Initiation, août 1891. Recueil : Études gnostiques, Cariscript, 1983
- Études gnostiques : „Les Philosophumena“, Revue L'Initiation, août 1892
- Études gnostiques : „La Gnose Ophite ou Naassénienne“, Revue L'Initiation, 1892
- Études gnostiques : „La Gnose d'Amour“, Revue L'Initiation, 1893
- Études gnostiques : „Rituel gnostique de l'appareillamentum“, Revue L'Initiation, 1894.